# Антоній Якубський
Антоні Владислав Якубський (польська вимова: [anˈtɔɲi vwaˈdɨswav jaˈkupski]; 1885—1962) — польський зоолог і дослідник.

## Біографія
Якубський народився в Лемберзі (Львів), Галичина, Австро-Угорщина (нині Львів, Україна) 28 березня 1885 року. Він вивчав зоологію у професора Юзефа Нусбаум-Гіляровича у Львівському університеті, де отримав диплом у 1917 році. У 1909—1910 року він подорожував до Східної Африки, ставши 13 березня 1910 року першим поляком, який піднявся на гору Кіліманджаро. Він перетнув Танганьїку пішки, подорожуючи від Індійського океану до озер Ньяса і Руква з метою вивчення їх фауни.
Під час Першої світової війни Якубський воював у польських легіонах. За бойові заслуги нагороджений орденом Virtuti Militari V ступеня та Хрестом Доблесті. З 1919 по 1939 рік працював у Познанському університеті. У 1923 році він створив лабораторію морського рибальства в Хелі на Балтійському морі. Після Другої світової війни, під час якої він був в'язнем нацистських концтаборів, Якубський оселився у Великобританії, де працював у Британському музеї. Помер у Лондоні 20 травня 1962 року.

## Наукова діяльність
Сфера досліджень Якубського охоплювала фауністику, зоогеографію, порівняльну анатомію та історію зоології. Серед його робіт:
- W krainach słońca ["У країнах сонця"], 1914 — опис його африканської подорожі
- Czerwiec polski ["Польська кошеніль"], 1934 — монографія про польську кошеніль.
- Бібліографія польської фауни до 1880 р. (з М. Дирдовською), 1928 р.